# Han Xianchu
Han Xianchu (韩先楚, 30 janvier 1913 - 3 octobre 1986) est un général du Parti communiste chinois qui combattit les Japonais durant la seconde guerre sino-japonaise, les nationalistes durant la guerre civile chinoise et les Américains durant la guerre de Corée. En 1955, il est l'un des premiers officiers militaires à recevoir le rang de Shang Jiang (grand général).

## Biographie

### Jeunesse et formation militaire
Han est né dans un village fermier du Hubei en 1913, dans une région qui est maintenant connue pour être le lieu de naissance nombreux généraux. Il arrête les études et rejoint l'armée populaire de libération à 17 ans et participe à d'innombrables batailles et campagnes militaires.
Après le massacre de Shanghai de 1927, des révoltes paysannes éclatent dans toute la Chine ce qui marque le début de la guerre civile chinoise. Han rejoint le comité communiste local et participe au soulèvement de Huangma. L'année suivante, il rejoint la « Grande union anti-impérialisme », et l'année d'après, la ligue de la jeunesse communiste chinoise. En 1930, Han rejoint la guérilla à Xiaogan et entre officiellement au Parti communiste chinois en octobre de la même année.  
En 1931, Han mène une équipe de guérilla au Hubei. Il se distingue et montre une grande conviction révolutionnaire. Il devient commandant de peloton en 1933 dans la 25e armée. En novembre 1934, son unité commence une retraite stratégique, connue sous le nom de Longue Marche, pour éviter d'être annihilée par le Kuomintang. Han manœuvre efficacement face aux poursuivants, et au moment où son régiment arrive au Shaanxi, la destination de la Longue Marche, il est déjà promu commandant de bataillon dans le 15e corps. Peu après son arrivée, il mène son bataillon à la campagne de Laoshan. Ses forces piègent les nationalistes et remportent la victoire. En octobre 1935, Han est promu colonel de la 78e division pour ses efforts dans la campagne. Il a seulement 22 ans.
En février 1936, Han est transféré dans la nouvelle 75e division du 224e régiment comme colonel, et il participe à la « Marche vers l'Est » de Mao Zedong qui a pour but d'établir une position communiste au Shanxi. En avril, il devient vice-commandant de la 75e division, et un mois plus tard, commandant de la division. Peu après son retour au Shanbei dans la province du Shaanxi, il rejoint la « Marche vers l'Ouest » et attaque et occupe le comté de Dingbian (désobéissant à Peng Dehuai, maréchal de l'armée, qui lui a ordonné de marcher vers la ville de Dingbian), et celui de Yanchi, détruisant deux bataillons de cavalerie et un régiment de sécurité du Kuomintang. Plus de 700 chevaux et une grande quantité de matériel sont récupérés par les communistes. 

### Seconde guerre sino-japonaise
Non seulement Tchang Kaï-chek refuse de s'unir aux communistes contre les Japonais, mais il envoie les 1re, 3e, 37e et 67e armées du Nord-Est, dont une armée de cavalerie, détruire la nouvelle base communiste du Shaanxi. Durant la campagne, le 15e corps de Han reçoit l'ordre d'attirer la 87e division nationaliste à Shanchengbao. Les nationalistes mordent à l'appât et sont attaqués de trois côtés par le 15e corps de Han et d'autres corps le 21 novembre 1936. La bataille se poursuit jusqu'au lendemain à midi quand les communistes finissent de détruire complètement une brigade. Les autres forces nationalistes se replient. Le Shaanxi est défendu avec succès et deviendra la province centrale des activités communistes. L'échec des nationalistes mène à l'acceptation d'un deuxième front uni chinois contre les Japonais. Après la campagne, début 1937, Han commence à enseigner la stratégie contre l'armée impériale japonaise à l'académie militaire de Yan'an.
Selon les termes du deuxième front uni, le 15e corps est renommé en armée de la 8e route de l'armée nationale révolutionnaire. Han est assigné au 688e régiment comme vice-colonel.
En septembre 1937, la 5e division japonaise du général Seishirō Itagaki avance en direction de Pingxingguan. La 115e division de Lin Biao, dont fait partie Han, mène une embuscade et défait les Japonais. La bataille de Pingxingguan finit sur une petite mais motivante victoire lors de laquelle les communistes réussissent à capturer une cache d'arme et à annihiler une brigade japonaise. Après la bataille, Han reste stationné à Pingxingguan pour arrêter d'autres avancées japonaises éventuelles.

### Reprise de la guerre civile
Après la défaite japonaise de 1945, la guerre entre communistes et nationalistes reprend. Après le désastre de la bataille de Guningtou (en), les commandants communistes se méfient des campagnes en direction des îles. Mao Zedong émet un ordre commun aux maréchaux Su Yu, Lin Biao et Chen Yi, entre autres, pour arrêter toutes opérations militaires jusqu'à l'arrivée de l'aide soviétique. Han reçoit ensuite l’opportunité d'attaquer l'île de Hainan et la bataille est un succès. L'île est le dernier territoire pris par l'armée populaire de libération durant la guerre civile et les nationalistes n'ont d'autres choix que de se replier à Taïwan.
Han est le commandant de la 40e armée du 15e groupe d'armées durant la guerre de Corée. Après les opérations de débarquement sur l'île de Hainan (en) de mai 1950, la 40e armée est assignée comme l'une des quatre armées stratégiques déployées dans la province du Henan. Après le déclenchement de la guerre de Corée, elle est envoyée sur le champ de bataille. Han est promu vice-commandant-en-chef de l'armée des volontaires du peuple chinois. Le 25 octobre 1950, la 40e armée tire le premier coup de feu du conflit sino-américain en Corée. Elle participe aux 1re, 2e, 3e et 4e phases d'offensives. C'est durant la campagne sur le front Ouest que Han est chargé de prendre la tête d'un petit quartier-général. Pendant longtemps, son État-major ne comprend que trois personnes et est constamment en mouvement. Sous son commandement, la 40e armée est la première à capturer Séoul le 6 janvier 1951.

### Carrière après-guerre
En 1955, Han est promu au rang de général. Il est élu à la conférence consultative politique du peuple chinois et à la commission de défense. En 1958, il est le premier à être élu comme membre alterné. En février 1967, il préside le comité des troupes de front du Fujian et la commission militaire central du Parti. En 1983, il est élu vice-président du comité permanent de l'Assemblée nationale populaire
Il meurt le 3 octobre 1986 à Pékin. Le maréchal Xu Xiangqian le décrit comme un « guerrier héroïque ». Le président Li Xiannian fait l'éloge de Han comme d'« un chef simple, rigoureux et franc ». Le 18 mai 1987, la ville de Hongan organise une grande cérémonie en son honneur, et il est enterré dans le cimetière militaire mémorial de la ville.